# 仲町 (上尾市)
仲町（なかちょう）は、埼玉県上尾市の町名。現行行政地名は、仲町一丁目及び仲町二丁目。住居表示実施済み。郵便番号は362-0035。
市の統計などでは上尾地区で分類されている。

## 地理
埼玉県の中央地域（県央地域）で、上尾市中部の大宮台地上に位置する。地区の東側を本町、南側を愛宕、西側を谷津、北側を宮本町と隣接する。また、地区の東側の対角線上に東町が位置する。
全域が市街化区域で、主に第二種住居地域（主要な通り沿いは商業地域、および準住居地域）に指定され、上尾駅からも近く、住宅が建ち並ぶ。河川などの水域は地内に存在しない。地名の由来は上尾宿内の呼称のひとつであった中宿に由来する仲町に因む。

### 地価
住宅地の地価は、2015年（平成27年）1月1日の公示地価によれば、仲町二丁目9-4の地点で150,000円/m2となっている。

## 歴史
- 1965年（昭和40年）7月1日 - 住居表示に関する法律に基づき住居表示（第一次）が実施され[11]、住居表示実施に伴い大字上尾宿の一部から上尾市仲町一丁目・二丁目が成立[12][7]。
- 2001年（平成13年）5月1日 - さいたま市の発足および路線整理に伴ない、地内を通る県道の鴻巣桶川大宮線が鴻巣桶川さいたま線に改称される。
- 2008年（平成20年）11月5日 - 「仲町の祭りばやし」が市の無形民俗文化財に指定される[13]。

## 世帯数と人口
2017年（平成29年）10月1日現在（上尾市発表）の世帯数と人口は以下の通りである。
| 丁目       | 世帯数    | 人口    |
| ---------- | --------- | ------- |
| 仲町一丁目 | 781世帯   | 1,571人 |
| 仲町二丁目 | 639世帯   | 1,329人 |
| 計         | 1,420世帯 | 2,900人 |

## 小・中学校の学区
市立小・中学校に通う場合、学区（校区）は以下の通りとなる。
| 丁目       | 番地 | 小学校             | 中学校             |
| ---------- | ---- | ------------------ | ------------------ |
| 仲町一丁目 | 全域 | 上尾市立上尾小学校 | 上尾市立上尾中学校 |
| 仲町二丁目 | 全域 | 上尾市立上尾小学校 | 上尾市立上尾中学校 |

## 事業所
2021年（令和3年）現在の経済センサス調査による事業所数と従業員数は以下の通りである。
| 丁目       | 事業所数  | 従業員数 |
| ---------- | --------- | -------- |
| 仲町一丁目 | 115事業所 | 1,448人  |
| 仲町二丁目 | 17事業所  | 124人    |
| 計         | 132事業所 | 1,572人  |

## 交通

### 鉄道
- JR東日本高崎線上尾駅 - 上尾駅ホームの大宮方先端が仲町の区域に掛かる。仲町二丁目9-4の地点でもおよそ600 m[10]の位置にある。なお、上尾駅の所在地は柏座一丁目である。

### 道路
上尾郵便局の直ぐ北側を東西に通り旧中山道に至る都市計画道路（仮称）仲町谷津線が計画されている。高崎線との交差箇所はアンダーパスとなる予定。
- 国道17号（中山道）
- 埼玉県道164号鴻巣桶川さいたま線（旧中山道）
- アッピー通り（旧東口一番通り[18]） - 旧中山道の直ぐ東側を並行する一方通行路。

### バス
上尾駅方面や大宮駅方面への路線バスが多数運行されている。 
東武バスウエスト大宮営業事務所
地区内は「上尾仲町」バス停留所が設置されている。
上尾市コミュニティバス「ぐるっとくん」
- 原市平塚循環

地区内は「上尾仲町」バス停留所が設置されている。

## 町内会
- 仲町町会[21]

## 施設
地内に街区公園は設けられていない。
- 上尾市立上尾小学校 - 1873年（明治6年）5月創立。上尾市内では上尾市立平方小学校（1873年1月創立）に次いで歴史が古い小学校[22]。指定緊急避難場所・指定一般避難所に指定[23]
- 仲町公民館
- 埼玉りそな銀行 上尾支店
- 藤村病院
- 上尾幼稚園 - 1952年（昭和27年）4月創立[24]。学校法人平和学園が運営。上尾市内では最も歴史が古い幼稚園[25]。